# Джеремі Лінн
Джеремі Лінн (англ. Jeremy Linn, 6 січня 1975) — американський плавець.
Олімпійський чемпіон 1996 року.